# Анденхаузен
Анденхаузен (нем. Andenhausen) — община в Германии, в земле Тюрингия.
Входит в состав района Вартбург. Подчиняется управлению Оберес Фельдаталь. Население составляет 212 человек (на 31 декабря 2010 года). Занимает площадь 1,54 км².

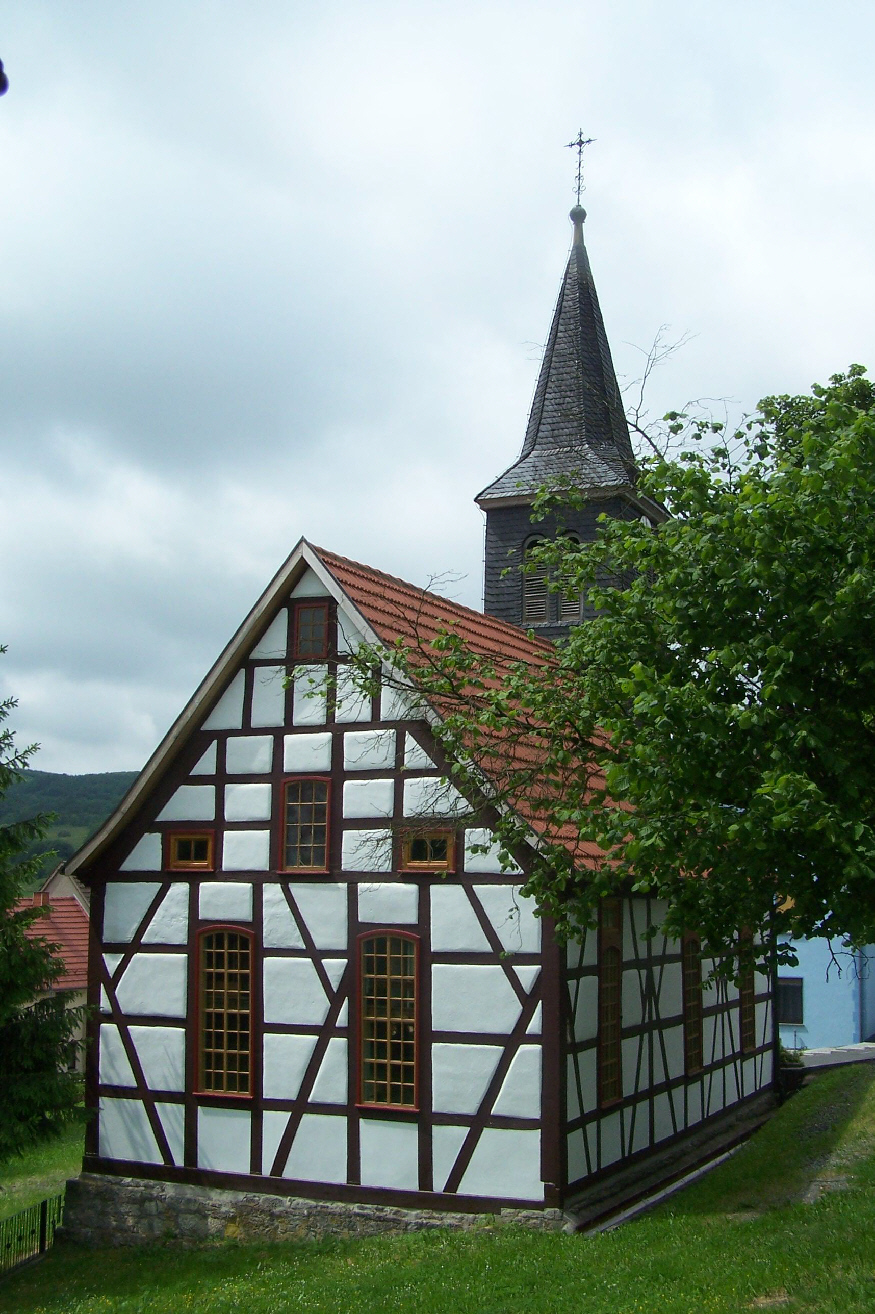
деревенская церковь